# San-Daniele-Schinken

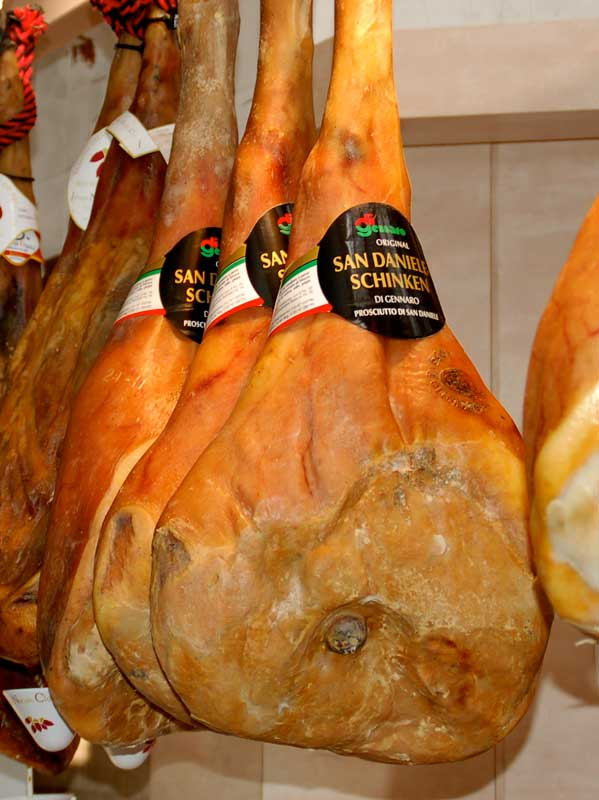
San-Daniele-Schinken in der Stuttgarter Markthalle

San-Daniele-Schinken (italienisch Prosciutto di San Daniele, furlanisch Persut di Sant Denêl) ist ein luftgetrockneter Schinken aus Italien. Im Geschmack und Aussehen ähnelt er dem Parmaschinken. Er ist von rosabräunlicher Farbe mit einer schmalen, weißen Fettschicht, der Geschmack ist aromatisch-süßlich. 
Benannt ist er nach seinem Herkunftsort San Daniele del Friuli nordwestlich von Udine in Friaul. Das dortige Zusammentreffen von trockener Luft aus den Alpen und feuchtwarmer von der Adria schafft ein besonders günstiges Klima für die Reifung der Schinken. 

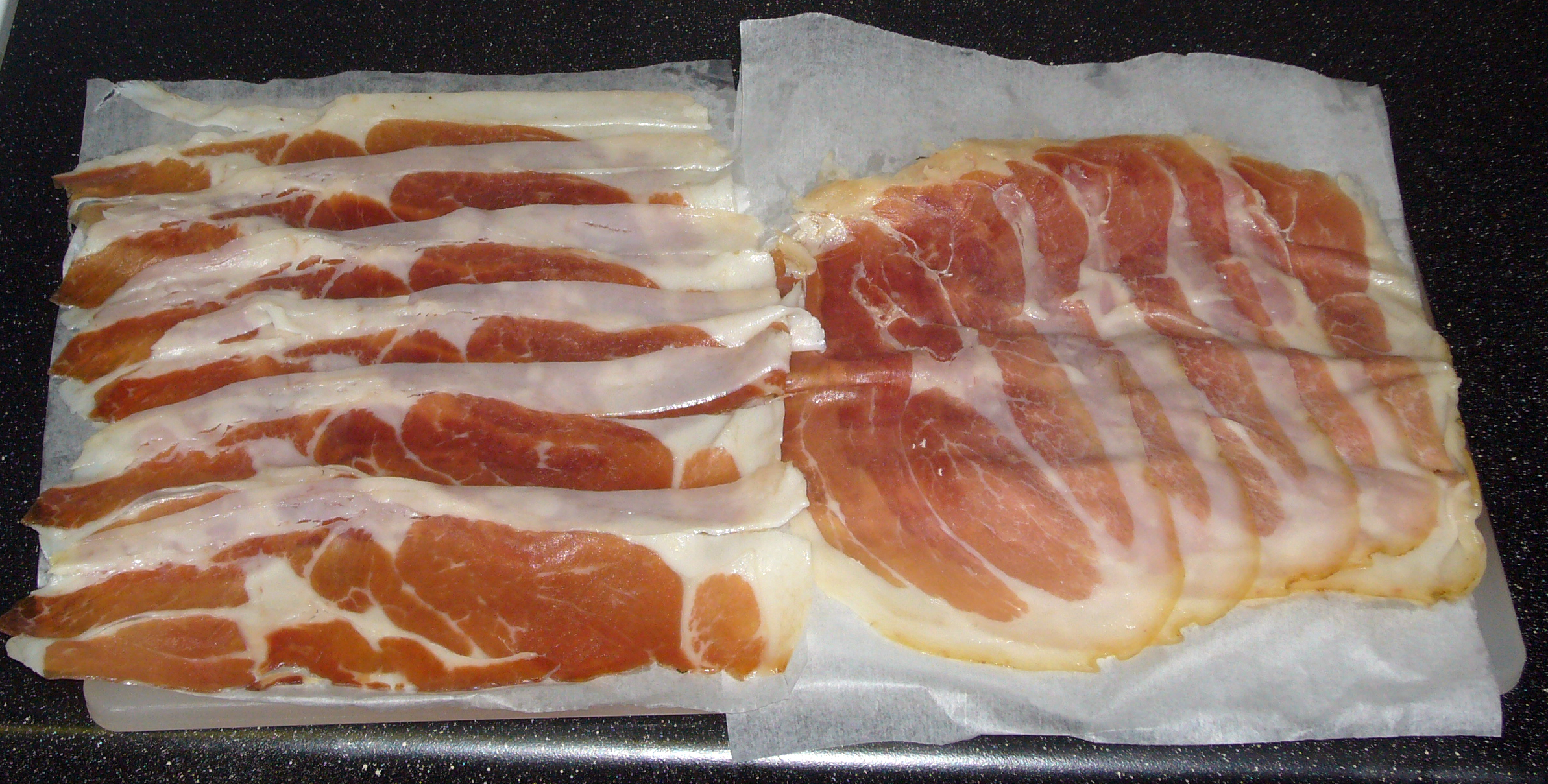
Frisch aufgeschnittener San-Daniele-Schinken.

## Herstellung
Hergestellt wird San-Daniele-Schinken aus den Keulen der Schweinerassen Large White, Landrace und Duroc, die in 10 italienischen Regionen (Friaul-Julisch Venetien, Venetien, Lombardei, Emilia-Romagna, Piemont, Toskana, Umbrien, Marken, Latium und Abruzzen) nach vorgeschriebenen Aufzucht- und Mastmethoden gehalten werden. Die Tiere müssen ein Lebendgewicht von mindestens 160 kg ± 10 % auf die Waage bringen. Geschlachtet werden die Tiere ab einem Mindestalter von neun Monaten. Zur Weiterverarbeitung müssen sie vollständig ausbluten.
Die mindestens 11 kg schweren Keulen mit Knochen und Huf werden von überflüssiger Schwarte und Teilen des Fetts befreit, mit Meersalz eingerieben, das nach einer Woche wieder entfernt wird, mehrfach massiert und wieder eingesalzen und schließlich zu einer mandolinenartigen Form gepresst. In einer dreimonatigen Ruhephase werden die Schinken wiederholt gründlich abgeduscht, -gebürstet und getrocknet. Mit einer Mischung aus Mehl, Schmalz, Salz und Pfeffer bestrichen reifen sie nun in gut belüfteten Räumen für acht Monate oder länger und sind dann fertig für den Handel. Der gesamte Herstellungsprozess dauert mindestens zwölf Monate. Das Gesamtgewicht des ganzen Schinkens (mit Knochen) beträgt in der Regel 8–10 kg, mindestens jedoch 7,5 kg. In Italien wird San-Daniele-Schinken mit Knochen und dem typischen Huf angeboten, für den Export wird er meist entbeint und noch einmal gepresst.

## Geschichte
Die Herstellung des traditionsreichen Schinkens in größerem Maßstab begann in den 1920er Jahren und erreichte in den 1950er Jahren industrielle Größenordnung. In San Daniele sind 31 Hersteller ansässig, die jährlich über 2,7 Millionen Schinken produzieren (2008), von denen etwa 15 % exportiert werden. Seit 1984 ist (dank Klimatechnik) die ganzjährige Herstellung erlaubt, während der Beginn des Herstellungsprozesses vorher immer im Winter lag.

## Geschützte Herkunftsbezeichnung
„Prosciutto di San Daniele“ ist eine geschützte Ursprungsbezeichnung (DOP). Unter diesem Namen darf nur in San Daniele hergestellter Schinken angeboten werden, der aus im festgelegten Gebiet aufgezogenen Schweinen hergestellt wurde und bei dem die Produktionsmethode eingehalten wurde. Über die Einhaltung dieser Vorschriften wacht das Consorzio del Prosciutto di San Daniele. Echter San-Daniele-Schinken trägt ein Brandzeichen in Schinkenform mit den Initialen „SD“ und ein DOP-Siegel (Denominazione d’origine protetta, geschützte Herkunftsbezeichnung) mit Datumsangabe.

## Feste und Messen
- Aria di Festa (San-Daniele-Schinken-Fest, friaul. Fasìn la fieste al persut), alljährlich im Juni.[6]